# Eduardo Ache
Eduardo Mario Ache Bianchi Echart (11 de agosto de 1956) es un economista uruguayo. Es conocido públicamente por su faceta política (fue senador del Partido Colorado, y presidente de ANCAP) y por su faceta como dirigente deportivo (fue presidente del Club Nacional de Football, una de las instituciones más influyentes del país).

## Ámbito político
Es hijo del también político Nasim Ache Echart, dos veces diputado colorado en la década de 1960.
Eduardo Ache ha militado en política en filas del Partido Colorado, fue senador de la República y también presidente de ANCAP durante la presidencia de Julio María Sanguinetti. Fue también Ministro de Industria, Energía y Minería durante el gobierno de Luis Alberto Lacalle (1992 a 1994). En las elecciones de 1994 fue candidato a la Vicepresidencia, acompañando al candidato Jorge Pacheco Areco.
Hacia 2020 se acerca a Guido Manini Ríos, a quien asesora en materia económica.

## Ámbito deportivo
Ache llegó muy joven al Club Nacional de Football de la mano de su padre Nasim, dirigente del club.
Fue elegido presidente de Nacional el 9 de diciembre de 2000 en una elección en la que votaron 5144 socios, poco más del 50% de los habilitados, de los cuales 2584 votos respaldaron la fórmula Eduardo Ache y Morgan Martínez, 2143 apoyaron la fórmula Víctor Della Valle y Oscar Magurno, 312 expresaron su adhesión a Italo Felicini y Luis Hierro, se anularon 52 votos y hubo 2 en blanco.
Eduardo Ache es uno de los presidentes más ganadores de la historia reciente del Club Nacional de Football: fue presidente durante dos periodos consecutivos, desde 2001 a 2006, durante los que logró los Campeonato Uruguayos de 2001, 2002, 2005, y 2005/2006.
Al inicio de su mandato, sucediendo a una eminencia del club como era Dante Iocco, Ache pretendió una continuidad en el camino forjado: mantuvo a Hugo De León como entrenador, y así Nacional conquistó el bicampeonato. Al alejarse por propia voluntad De León del cargo, se contrató a Daniel Carreño quien venía de realizar buenas campañas con el Montevideo Wanderers. Con Carreño al frente de un fuerte plantel (compuesto entre otros por Munúa, Lembo, OJ Morales, Vanzini, Varela y el Chengue Morales) el club tricolor conquistó el tricampeonato.
En 2003, el equipo no logró repetir. El club albo barajó de nuevo y apostó a una renovación a partir de mejorar las divisiones formativas, en procura de sanear las arcas del club con la transferencia de futbolistas. Se apostó al trabajo de Daniel Enríquez en formativas y empezaron a surgir algunos futbolistas de la cantera: Diego Lugano, Carlos Valdez, Mauricio Victorino, Gonzalo "Chori" Castro, Juan Albín y Luis Suárez entre otros.
Nacional volvió a salir bicampeón, con los títulos de 2005 y 2005-06, ambos con Martín Lasarte como entrenador. En el primero se contó con la presencia de un fuerte ataque (Sebastián Abreu, Alexander Medina, Luis Romero y Gabriel Alvez, abastecidos por Martín Ligüera). En el segundo, el equipo se potenció con juveniles (Albín, Suárez y "Chori" Castro comandaban el ataque). 
Después de este último éxito, Ache abandonó la presidencia cediéndosela a su vicepresidente, Víctor Della Valle, para acceder al cargo de vicepresidente de la AUF. Al periodo de Ache como presidente de Nacional, se le reconoce sus esfuerzos por nuclear un club siempre muy dividido políticamente, y por intentar que las diferencias se resuelvan puertas adentro (y no mediáticamente como sucedía en eras anteriores).
Su gestión en la Asociación Uruguaya de Fútbol estuvo enmarcada por su fuerte enfrentamiento con la empresa Tenfield, socia de la AUF en la televisación de los eventos.
El día 8 de diciembre de 2012, se impuso en las elecciones del Club Nacional de Football, así consigue obtener un tercer mandato en la institución.
A fines de julio de 2020, Ache ingresará al Ejecutivo de la Asociación Uruguaya de Fútbol con una importante votación.